# Purén

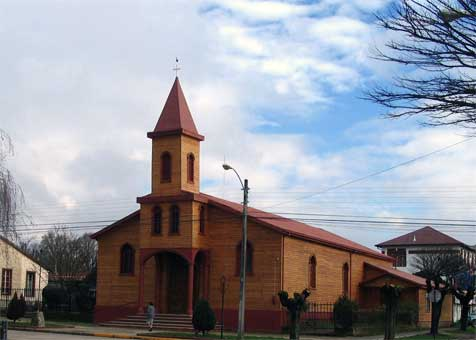
Parochiekerk van San Enrique van Purén

Purén is een gemeente in de Chileense provincie Malleco in de regio Araucanía. Purén telde 11.779 inwoners in 2017 en heeft een oppervlakte van 465 km².

## Geboren
- Óscar Rojas (1958), Chileens voetballer